# 托马斯·约翰松 (摔跤运动员)
托马斯·约翰松（瑞典語：Tomas Johansson，1962年7月20日—），瑞典男子摔跤运动员。他曾代表瑞典参加1984年、1988年、1992年和1996年夏季奥林匹克运动会摔跤比赛，共获得一枚银牌和一枚铜牌。